# Аномальная жара в Европе (2019)
Аномальная жара в Европе 2019 года — стихийное бедствие, которое обрушилось континент летом 2019 года. В Европе наблюдались две различающиеся по времени волны тепла: первая — в конце июня и вторая — в конце июля, которые установили рекорды высоких значений температур в Бельгии, Великобритании, Германии, Люксембурге, Нидерландах и во Франции. Волны жара также оставили заметный след в Австрии, Дании, Испании, Италии, Люксембурге, Норвегии, Польше, Финляндии, Чехии, Швейцарии и Швеции.
Первая волна жары в конце июня унесла жизни более 567 человек и, по мнению метеорологов, она была вызвана высоким давлением и ветрами из пустыни Сахара, затронувшими большую часть континента. Это привело к рекордным температурам; так во Франции впервые в истории температура превысила 45 °C, а национальный рекорд (46,0 °C) был зафиксирован 28 июня в департаменте Эро в муниципалитете Верарг.
Вторая волна тепла произошла конце июля, во время которой максимальные рекорды температур были побиты на 3 °C в Бельгии, на 2,1 °C в Германии и Нидерландах, на 0,3 °C в Люксембурге и на 0,2 °C в Соединённом Королевстве. Сообщалось о гибели 868 человек во Франции и одного человека в Бельгии.
Известно о гибели тысяч сельскохозяйственных животных в результате выхода из строя систем охлаждения и вентиляции, а также их отключений во время вынужденного прекращения поставок электричества. Из-за высоких температур речной воды и медленного стока, особенно во Франции и, в некоторой степени, в Германии, ряду тепловых электростанций, которые используют прямоточное охлаждение и не имеют своих резервуаров воды, пришлось снизить мощность или остановиться, чтобы избежать нарушения экологических стандартов на максимальную температуру воды из охладителей сбрасываемую в реку и уберечь водную флору и фауну.
Аномальная жара в Европе 2019 года была сильнее, чем жара 2003 года, но последняя, которая унесла жизни более 70 тысяч человек, была более смертоносной и заставила европейские правительства принять ряд мер по защите населения от подобных природных стихий, которые раньше сильно недооценивались; благодаря этому, число жертв в 2019 году было во много раз меньшим.
Исследование этого и других подобных событий, проведённое совместно несколькими европейскими климатологическими организациями и институтами, было опубликовано 2 августа 2019 года. Учёные утверждали, что температура во время волны тепла была бы на 1,5–3 °C ниже, если бы не было бы антропогенного глобального потепления. В документе говорится, что высокие температуры, зафиксированные во Франции и Нидерландах, наблюдались бы там в среднем реже, чем раз в тысячелетие, если бы не деятельность человека. По словам ведущего автора исследования, при нынешних темпах потепления такие волны тепла к 2050 году станут ещё на 3 °C сильнее.